# Département de Mbacké
Pour les articles homonymes, voir Mbacké.
Le département de Mbacké est l'un des trois départements de la région de Diourbel (Sénégal), au centre-ouest du pays.

## Administration
Son chef-lieu est la ville de Mbacké, qui est aussi la seule commune du département.
Les trois arrondissements sont :
- Arrondissement de Kael
- Arrondissement de Ndame
- Arrondissement de Taïf

## Histoire
La ville de Mbacké a été créée au XIXe siècle par Maharam Mbacké.

## Géographie

### Population
Lors du recensement de décembre 2002, la population était de 593 543 habitants. En 2005, elle était estimée à 710 342 personnes. En 2023, le département de Mbacké est le plus peuplé du Sénégal (devant celui de Dakar) avec 1 359 757 habitants recensés.

### Économie
l’économie mbackoise est basée essentiellement sur le secteur privé et le commerce.